# Etoposide
Etoposide, được bán dưới tên thương mại là Etopophos cùng một số những tên gọi khác, là một loại thuốc hóa trị liệu được sử dụng để điều trị một số loại ung thư. Những trường hợp có thể dùng thuốc bao gồm ung thư tinh hoàn, ung thư phổi, u lympho, bệnh bạch cầu, u nguyên bào thần kinh và ung thư buồng trứng. Thuốc dược đưa vào cơ thể qua đường miệng hoặc tiêm vào tĩnh mạch.
Tác dụng phụ là rất phổ biến. Một số tác dụng phụ có thể có như số lượng tế bào máu thấp, nôn mửa, chán ăn, tiêu chảy, rụng tóc và sốt. Các tác dụng phụ nghiêm trọng hơn bao gồm phản ứng dị ứng và huyết áp thấp. Sử dụng trong khi mang thai có thể sẽ gây hại cho em bé. Etoposide thuộc nhóm thuốc ức chế topoisomerase. Người ta cho rằng chúng hoạt động bằng cách làm tổn thương DNA.
Etoposide đã được phê duyệt để sử dụng y tế tại Hoa Kỳ vào năm 1983. Nó nằm trong danh sách các thuốc thiết yếu của Tổ chức Y tế Thế giới, tức là nhóm các loại thuốc hiệu quả và an toàn nhất cần thiết trong một hệ thống y tế. Chi phí bán buôn ở các nước đang phát triển là khoảng 3,24 USD đến 5,18 USD/lọ 100 mg. Tại Vương quốc Anh, chi phí được bán bởi NHS là khoảng £ 12,15 tính đến năm 2015.